# 동인 음악
동인 음악(일본어: 同人音楽)이란 동인 문화에서의 활동 표현 방법 중 하나로 동인계에서 음악을 이용해 활동하는 자, 그 활동, 행위 등을 총칭하는 용어이다.

## 주요 동인 음악 이벤트
- 올 장르 이벤트
  - 코믹 마켓
- 동인 음악/음악계 동인 전용 이벤트
  - M3
  - Music Communication
- 오리지널 전용 이벤트
  - 코미티아
- VOCALOID 전용 이벤트
  - THE VOC@LOiD M@STER
- 동방Project 전용 이벤트
  - 하쿠레이 신사 예대제
  - 동방홍루몽
- 연출 등
  - MEGA PEER - 동인 음악이 자주 등장하는 DJ이벤트[1]
  - First Sounds - 동인 음악이 다뤄지는 연주회 이벤트[2]
  - 동방 라이브 이벤트 Flowering Night - 동방 어레인지 전용 라이브 이벤트. 제한하는 장르는 없으며 동인음악전문 라이브 이벤트로서 최대 규모를 자랑하고 있다.[3]

## 같이 보기
- 보컬로이드
- 비디오 게임 음악
- 독립 음악